# Walther Hug

Walther Hug (ca. 1955)

Walther Hug (* 14. April 1898 in Rorschach; † 21. April 1980 in Zürich; heimatberechtigt in Affeltrangen, Buch bei Märwil, Märwil und Zezikon) war ein Schweizer Rechtswissenschafter und Stifter.

## Leben und Wirken
Walther Hug verbrachte seine Jugendzeit in Wil und absolvierte das Gymnasium in St. Gallen.
Hug studierte Rechtswissenschaft und Nationalökonomie an den Universitäten Zürich, Berlin und Bern. Er promovierte 1924 mit einer Dissertation zum Kündigungsrecht bei August Egger. Fünf Jahre später erwarb Hug einen weiteren Doktortitel an der Harvard Law School, wo er in der Folge zum assoziierten Professor ernannt wurde. Von 1930 bis 1931 arbeitete er als Privatdozent an der Universität Zürich.

1932 wurde er zum ordentlichen Professor für Privat- und Handelsrecht an der Handelshochschule St. Gallen gewählt. Von 1938 bis 1944 war er als Rektor der Hochschule massgeblich an deren Ausbau beteiligt. 1944 folgte er einem Ruf an die ETH Zürich. 1946 lehnte er das angebotene Amt als Bundesrichter ab, um sich weiterhin auf seine akademische Tätigkeit konzentrieren zu können. Nach seiner Pensionierung wirkte er während zwei Jahren als Professeur invité an der Rechtswissenschaftlichen Fakultät der Universität Genf.

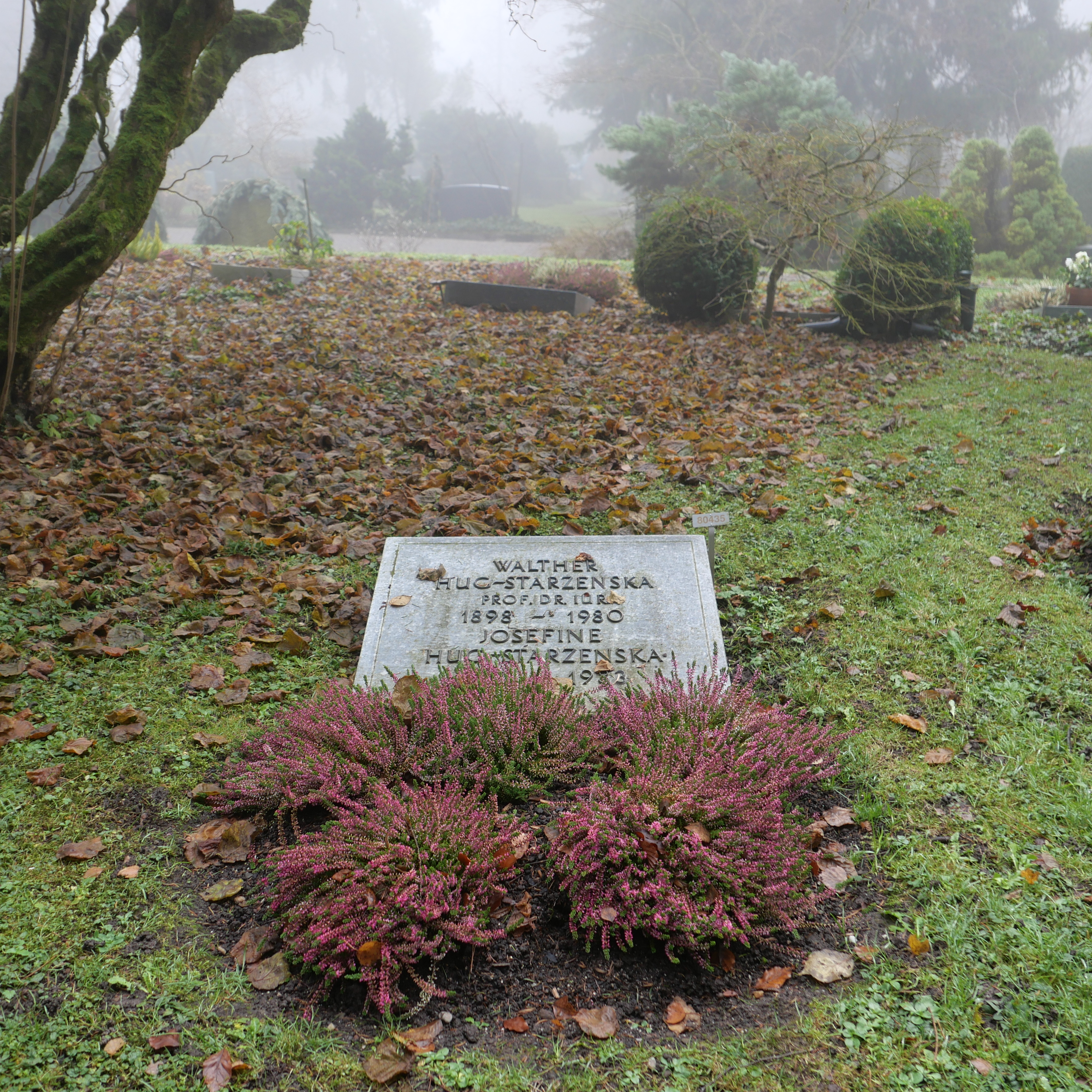
Das Grab (Foto: 2023)

Hugs wissenschaftliche Leistungen liegen insbesondere auf dem Gebiet des Arbeitsrechts. Zudem setzte er sich 1938 als einer der Ersten in der Schweiz mit dem Begriff des Wirtschaftsrechts auseinander und eröffnete damit eine Diskussion über das Verhältnis von Wirtschaft und Staat.
Mit Gründungsstatut vom 24. November 1978 errichtete er die Professor Walther Hug Stiftung zur Förderung der rechtswissenschaftlichen Forschung, der er fast sein ganzes Vermögen vermachte. Die Stiftung verleiht bis heute alle zwei bis vier Jahre den (grossen) Walther Hug Preis an Forscher, die sich durch hohe wissenschaftliche Leistungen auszeichnen, sowie jährlich den Professor Walther Hug Preis für mehrere rechtswissenschaftliche Dissertationen.
Hug hat seine letzte Ruhestätte auf dem Friedhof Fluntern gefunden. In dem Grab wurde auch seine Ehefrau Josefine, geb. Starzenska (1894–1983), beigesetzt. Hugs Nachlass befindet sich im Universitätsarchiv St. Gallen.